# Rysslands Grand Prix 2014
Rysslands Grand Prix 2014, officiellt 2014 Formula 1 Russian Grand Prix, var en Formel 1-tävling som hölls den 12 oktober 2014 på Sotji Autodrom i Sotji, Ryssland. Det var den sextonde tävlingen av Formel 1-säsongen 2014 och kördes över 53 varv. Vinnare av loppet blev Lewis Hamilton för Mercedes, tvåa blev Nico Rosberg, även han för Mercedes, och trea blev Valtteri Bottas för Williams.

## Kvalet
| KR. | Nr | Förare            | Konstruktör          | Q1       | Q2       | Q3       | Grid |
| --- | -- | ----------------- | -------------------- | -------- | -------- | -------- | ---- |
| 1   | 44 | Lewis Hamilton    | Mercedes             | 1.38,759 | 1.38,338 | 1.38,513 | 1    |
| 2   | 6  | Nico Rosberg      | Mercedes             | 1.39,076 | 1.38,606 | 1.38,713 | 2    |
| 3   | 77 | Valtteri Bottas   | Williams-Mercedes    | 1.39,125 | 1.38,971 | 1.38,920 | 3    |
| 4   | 22 | Jenson Button     | McLaren-Mercedes     | 1.39,560 | 1.39,381 | 1.39,121 | 4    |
| 5   | 26 | Daniil Kvyat      | Toro Rosso-Renault   | 1.40,074 | 1.39,296 | 1.39,277 | 5    |
| 6   | 20 | Kevin Magnussen   | McLaren-Mercedes     | 1.39,735 | 1.39,022 | 1.39,629 | 111  |
| 7   | 3  | Daniel Ricciardo  | Red Bull-Renault     | 1.40,519 | 1.39,666 | 1.39,635 | 6    |
| 8   | 14 | Fernando Alonso   | Ferrari              | 1.40,255 | 1.39,786 | 1.39,709 | 7    |
| 9   | 7  | Kimi Räikkönen    | Ferrari              | 1.40,098 | 1.39,838 | 1.39,771 | 8    |
| 10  | 25 | Jean-Éric Vergne  | Toro Rosso-Renault   | 1.40,354 | 1.39,929 | 1.40,020 | 9    |
| 11  | 1  | Sebastian Vettel  | Red Bull-Renault     | 1.40,382 | 1.40,052 |          | 10   |
| 12  | 27 | Nico Hülkenberg   | Force India-Mercedes | 1.40,273 | 1.40,058 |          | 171  |
| 13  | 11 | Sergio Pérez      | Force India-Mercedes | 1.40,723 | 1.40,163 |          | 12   |
| 14  | 21 | Esteban Gutiérrez | Sauber-Ferrari       | 1.41,159 | 1.40,536 |          | 13   |
| 15  | 99 | Adrian Sutil      | Sauber-Ferrari       | 1.40,766 | 1.40,984 |          | 14   |
| 16  | 8  | Romain Grosjean   | Lotus-Renault        | 1.42,526 | 1.41,397 |          | 15   |
| 17  | 9  | Marcus Ericsson   | Caterham-Renault     | 1.42,648 |          |          | 16   |
| 18  | 19 | Felipe Massa      | Williams-Mercedes    | 1.43,064 |          |          | 18   |
| 19  | 10 | Kamui Kobayashi   | Caterham-Renault     | 1.43,166 |          |          | 19   |
| 20  | 13 | Pastor Maldonado  | Lotus-Renault        | 1.43,205 |          |          | 202  |
| 21  | 4  | Max Chilton       | Marussia-Ferrari     | 1.43,649 |          |          | 211  |

| Vidare från första kvalrundan ▬▬ Vidare från andra kvalrundan ▬▬ |

Noteringar:
- ^1  — Kevin Magnussen, Nico Hülkenberg och Max Chilton fick vardera fem platsers nedflyttning för otillåtna växellådsbyten.[1][2][3]
- ^2  — Pastor Maldonado fick fem platsers nedflyttning för ett otillåtet motorbyte inför den föregående tävlingen.[2]

## Loppet
| Pos. | Nr | Förare            | Konstruktör          | Varv | Tid         | Grid | P  |
| ---- | -- | ----------------- | -------------------- | ---- | ----------- | ---- | -- |
| 1    | 44 | Lewis Hamilton    | Mercedes             | 53   | 1:31.50,744 | 1    | 25 |
| 2    | 6  | Nico Rosberg      | Mercedes             | 53   | +13,657     | 2    | 18 |
| 3    | 77 | Valtteri Bottas   | Williams-Mercedes    | 53   | +17,425     | 3    | 15 |
| 4    | 22 | Jenson Button     | McLaren-Mercedes     | 53   | +30,234     | 4    | 12 |
| 5    | 20 | Kevin Magnussen   | McLaren-Mercedes     | 53   | +53,616     | 11   | 10 |
| 6    | 14 | Fernando Alonso   | Ferrari              | 53   | +1.00,016   | 7    | 8  |
| 7    | 3  | Daniel Ricciardo  | Red Bull-Renault     | 53   | +1.01,812   | 6    | 6  |
| 8    | 1  | Sebastian Vettel  | Red Bull-Renault     | 53   | +1.06,185   | 10   | 4  |
| 9    | 7  | Kimi Raikkonen    | Ferrari              | 53   | +1.18,877   | 8    | 2  |
| 10   | 11 | Sergio Pérez      | Force India-Mercedes | 53   | +1.20,067   | 12   | 1  |
| 11   | 19 | Felipe Massa      | Williams-Mercedes    | 53   | +1.20,877   | 18   |    |
| 12   | 27 | Nico Hülkenberg   | Force India-Mercedes | 53   | +1.21,309   | 17   |    |
| 13   | 25 | Jean-Éric Vergne  | Toro Rosso-Renault   | 53   | +1.37,295   | 9    |    |
| 14   | 26 | Daniil Kvyat      | Toro Rosso-Renault   | 52   | +1 varv     | 5    |    |
| 15   | 21 | Esteban Gutiérrez | Sauber-Ferrari       | 52   | +1 varv     | 13   |    |
| 16   | 99 | Adrian Sutil      | Sauber-Ferrari       | 52   | +1 varv     | 14   |    |
| 17   | 8  | Romain Grosjean   | Lotus-Renault        | 52   | +1 varv     | 15   |    |
| 18   | 13 | Pastor Maldonado  | Lotus-Renault        | 52   | +1 varv     | 21   |    |
| 19   | 9  | Marcus Ericsson   | Caterham-Renault     | 51   | +2 varv     | 16   |    |
| Ret  | 10 | Kamui Kobayashi   | Caterham-Renault     | 21   | Bromsar     | 19   |    |
| Ret  | 4  | Max Chilton       | Marussia-Ferrari     | 9    | Upphängning | 21   |    |

| Förare och stall som tog poäng ▬▬ |

## Ställning efter loppet
|     | Pos, | Förare           | Poäng |
| --- | ---- | ---------------- | ----- |
| ▬   | 1    | Lewis Hamilton   | 291   |
| ▬   | 2    | Nico Rosberg     | 274   |
| ▬   | 3    | Daniel Ricciardo | 199   |
| ▲ 2 | 4    | Valtteri Bottas  | 145   |
| ▼ 1 | 5    | Sebastian Vettel | 143   |

|     | Pos, | Konstruktör       | Poäng |
| --- | ---- | ----------------- | ----- |
| ▬   | 1    | Mercedes          | 565   |
| ▬   | 2    | Red Bull-Renault  | 342   |
| ▬   | 3    | Williams-Mercedes | 216   |
| ▬   | 4    | Ferrari           | 188   |
| ▲ 1 | 5    | McLaren-Mercedes  | 143   |

- Notering: Endast de fem bästa placeringarna i vardera mästerskap finns med på listorna.